# Olívia Hime
Maria Olívia Leuenroth Hime (Rio de Janeiro, 25 de junho de 1943) é uma cantora, letrista e produtora musical brasileira.

## Vida
No início de sua carreira, integrou, com Miúcha e Telma Costa, um grupo vocal que atuou em show de Vinicius de Moraes e Tom Jobim.
Em 1977, produziu o LP Passaredo, de Francis Hime. Em seguida, começou a participar de discos e shows do compositor e a compor também. Em 2000, fundou, com Kati de Almeida Braga, a gravadora Biscoito Fino, da qual é diretora artística.
Olívia é filha de Cícero Leuenroth (1907-1972) e neta de Eugênio Leuenroth,  ambos pioneiros da propaganda no Brasil. É também sobrinha-neta do militante anarquista Edgard Leuenroth, sendo, cosequentemente, de remota origem étnica tirolesa germanófona.
Desde 1969, é casada com o pianista e compositor Francis Hime, seu parceiro na autoria de várias canções. O casal tem três filhas - Maria, Joana e Luiza - e três netas.
Dentre seus trabalhos como produtora musical, destaca-se o CD A Música em Pessoa, de 1985 (ano do cinquentenário da morte de Fernando Pessoa), que Olívia produziu, com Elisa Byington. O CD traz 15 poemas dos quatro heterônimos mais famosos do poeta - Alberto Caeiro, Álvaro de Campos, Ricardo Reis e Bernardo Soares - e outros assinados como Fernando Pessoa.  Os poemas foram musicados por diferentes compositores brasileiros: Antonio Carlos Jobim, Francis Hime, Edu Lobo, Milton Nascimento, Sueli Costa, Arrigo Barnabé, Dori Caymmi, Ritchie, Olivia Byington, Edgard Duvivier e Nando Carneiro. Além de coprodutora, Olívia também participa do CD como intérprete.
Em 1986, ano do centenário de nascimento de Manuel Bandeira, Olívia produziu o CD Estrela da Vida Inteira, com poemas de Bandeira, musicados por Tom Jobim, Dorival Caymmi, Gilberto Gil, Gilson Peranzzetta, Rafael Rabello, Milton Nascimento, Wagner Tiso, Moraes Moreira, Ivan Lins, Toninho Horta, Joyce, Radamés Gnatalli, Dori Caymmi, Olívia Francis Hime.
Já o CD Palavras de Guerra, de 2007, reúne trabalhos do cineasta Rui Guerra como letrista, autor das canções "Tatuagem", "Fortaleza", "Bárbara" (escritas para a peça teatral Calabar: o Elogio da Traição, em parceria com Chico Buarque), "Entrudo" (com música de Carlos Lyra), "Jogo de roda" (música de Edu Lobo) e "Esse mundo é meu" (música de Sergio Ricardo), entre várias outras.

## Discografia
- Espelho de Maria (2018)
- Alma Música, com Francis Hime (2011).[9]
- Palavras de Guerra ao vivo - CD e DVD (2008)
- Palavras de Guerra (2007)
- Canção Transparente (2004)
- Mar de Algodão (2002)
- Olívia Hime canta Chiquinha Gonzaga - Serenata de Uma Mulher (2002)
- Alta Madrugada (1997)
- Estrela da Vida Inteira (1987)
- A Música em Pessoa (1985)
- O Fio da Meada (1985)
- Máscara (1983)
- Segredo do meu coração (1982)
- Olívia Hime (1981)